# Аранци, Юлий Цезарь
Юлий Цезарь Аранци (итал. Giulio Cesare Aranzio, лат. Arantius, Julius Caesar Aranzi; 1529/1530, Болонья — 7 апреля 1589 там же) — итальянский хирург и анатом, педагог,
профессор болонского университета. 

## Биография
Изучал медицину у Бартоломео Маджи (1477—1552), своего двоюродного брата по материнской линии, хирурга, преподававшего в Болонском университете. Затем был сотрудником  Падуанского университета. В возрасте 19 лет обнаружил верхнюю мышцу, поднимающую веко глаза. 
В 1556 году получил звание доктора медицины. Изучал анатомию человеческого плода и обнаружил, что кровообращение плода и матери во время беременности раздельно. Изучал желудочковую систему головного мозга и представил первое описание четвертого желудочка головного мозга. В 1564 году ввел термин гиппокамп в анатомию.
Стал известен опубликовав трактат об операции носовых полипов: «De tumoribus praeter naturam» (Бол., 1579). 
Его именем названы: соединительная трубка благородной и полой вен в зародыше, крововозвратный аранциев канал, аранциевы узды, аранциев мозговой желудочек.